# Jarosław Lewak
Jarosław Lewak (ur. 2 lutego 1973 w Warszawie) – porucznik Biura Ochrony Rządu, Polski judoka Warszawskiej Gwardii. 9-krotny mistrz Polski (kat. 65 kg, trener Sławomir Smater), srebrny medalista Mistrzostw Europy w 1994 r. i 3-krotny medalista Mistrzostw Europy juniorów – 1992 (Jerozolima) i 1993 (Papendal) – 2. miejsce, 1991 (Pieksamaeki) – 3. miejsce. Jest jedynym polskim judoką, który wygrał choć jeden pojedynek w turnieju olimpijskim w Sydney. Do Australii poleciał w ostatniej chwili, po kontuzji kolegi.
- 1996 Atlanta: waga piórkowa 65 kg – w pierwszej kolejce wyciągnął wolny los, w drugiej wygrał z J. Toro (Hiszpania), w trzeciej pokonał J. Daviesa (Wielka Brytania), w czwartej uległ P. Laatsowi (Belgia), w repesażach przegrał z G. Rewaziszwili (Gruzja) i odpadł z konkursu.
- 2000 Sydney: waga 73 kg – w pierwszej kolejce pokonał Ch. Stangla (Austria), w drugiej przegrał (duszenie) z Japończykiem K. Nakamurą i odpadł z konkursu.